# Classe Grayback
La classe Grayback est une classe de deux sous-marins lanceur d'engins construits pour la marine américaine. Transportant des missiles de croisière Regulus I et Regulus II (en), ils sont déployés de 1957 à 1964, et seront rapidement équipés des missiles balistiques Polaris (SLBM). Les deux navires et l'USS Halibut sont les seuls sous-marins conçus spécifiquement pour transporter des missiles Regulus, et les seuls sous-marins capables de transporter Regulus II. Cependant, les USS Tunny et USS Barbero seront modifiés pour transporter deux missiles Regulus I par navire.

## Conception
À bord des Grayback, deux hangars de missiles permettent le stockage de deux missiles Regulus II ou quatre Regulus I. Cependant, après l'annulation du Regulus II en décembre 1958 (à l'exception des tirs d'essai), la classe est déployée avec quatre missiles Regulus I. Ils sont initialement commandés en tant que sisters-ship de l'USS Darter, similaires aux derniers sous-marins de la classe Tang, mais sont convertis dans le cadre du projet SCB 161 en sous-marins lance-missiles pendant la construction. L'armement des torpilles est le même que celui de la classe Tang, avec six tubes en proue et deux tubes en poupe. Les tubes de poupe sont réservés aux armes « swim-out », comme la torpille à tête chercheuse Mark 37.
En tant que sous-marin de transport amphibie, ses anciens hangars de missiles sont utilisés pour stocker les véhicules de livraison SEAL Swimmer et d'autres équipements utilisés par les SEAL et les unités de Marines Force Recon.

## Navires de la classe
| Nom          | Numéro de coque | Constructeur               | Pose de la quille | Lancement      | Commission   | Sort |
| ------------ | --------------- | -------------------------- | ----------------- | -------------- | ------------ | --- |
| USS Grayback | SSG-574         | Mare Island Naval Shipyard | 1er juillet 1954  | 2 juillet 1957 | 7 mars 1958  | Désarmé le 25 mai 1964, converti en sous-marin de transport amphibie (LPSS) et remis en service en 1968, désarmé le 16 juin 1984, coulé comme cible en 1986 |
| USS Growler  | SSG-577         | Portsmouth Naval Shipyard  | 15 février 1955   | 5 avril 1958   | 30 août 1958 | Désarmé le 25 mai 1964, rayé des listes le 30 septembre 1980, navire-musée à l'Intrepid Sea-Air-Space Museum de New York à partir du 29 septembre 1988.     |